# Szlatinszki Csiflik
Szlatinszki Csiflik (macedónul: Слатински Чифлик) település Észak-Macedóniában, a Délnyugati körzet Debarcai járásában.

## Népesség
| Lakosok száma | 132  | 140  | 124  | 92   | 48   | 17   | 14   | 11   | 2    |
|               | 1948 | 1953 | 1961 | 1971 | 1981 | 1991 | 1994 | 2002 | 2021 |

2002-ben 11 lakosa volt, akik mindannyian macedónok.